# Nancy Harrow
Nancy Harrow (New York, 3 oktober 1930) is een Amerikaanse jazzzangeres en songwriter.

## Biografie
Harrow studeerde vanaf 7-jarige leeftijd klassieke piano en besloot toen een carrière in dans en zang na te streven. Ze bracht in 1960 een album uit voor Candid Records (met Kenny Burrell, Buck Clayton, Dickie Wells en Milt Hinton) en een voor Atlantic Records in 1962 (met John Lewis, Dick Katz, Phil Woods, Jim Hall, Richard Davis en Connie Kay) en verliet toen de muziekbusiness om een gezin te stichten. In 1975 keerde ze terug naar de muziek. Sindsdien heeft ze samengewerkt met Katz and Woods, Clark Terry, Roland Hanna en Bob Brookmeyer. Ze nam albums op gebaseerd op The Lost Lady van Willa Cather en The Marble Faun van Nathaniel Hawthorne. Haar album Winter Dreams, gebaseerd op het leven van F. Scott Fitzgerald, werd gebruikt voor de musical This Side of Paradise, die in 2010 zes weken lang in New York te zien was in het Theatre in St. Clements en in 2013 in het History Theatre in Saint Paul (Minnesota). For the Last Time, een jazzmusical gebaseerd op The Marble Faun, liep in 2015 zes weken lang in het Clurman Theatre aan Theatre Row in New York.
Twee liederencycli van Harrow waren gebaseerd op kinderverhalen. The Adventures of Maya the Bee, gebaseerd op een verhaal van Waldemar Bonsels, werd zeven jaar lang als poppenshow in New York gedraaid, in het Japans vertaald en twee jaar lang in Japan opgevoerd. The Cat Who Went to Heaven, gebaseerd op een verhaal van Elizabeth Coatsworth, had korte optredens in New York bij het Mercer Street Theatre, de Asia Society en de Harlem School of the Arts. Het had elf optredens in het Kennedy Center in het voorjaar van 2011 en werd uitgevoerd in de Brooklyn Academy of Music in 2014. Harrow is de moeder van Damon Krukowski, een muzikant met de band Galaxie 500 en het duo Damon & Naomi.

## Discografie

### Als leader
- 1961: Wild Women Don't Have the Blues (Candid Records)
- 1963: You Never Know (Atlantic Records)
- 1979: Anything Goes (Audiophile Records)
- 1984: Two's Company (Inner City Records)
- 1986: You're Nearer (Tono)
- 1989: Street of Dreams (Poljazz)
- 1990: The Beatles & Other Standards (Nippon Phonogram/EmArcy)
- 1991: Secrets (Soul Note)
- 1994: Lost Lady (Soul Note)
- 1999: The Marble Faun (Harbinger)
- 2000: The Adventures of Maya the Bee (Harbinger)
- 2003: Winter Dreams: The Life and Passions of F. Scott Fitzgerald (Artists House)
- 2005: The Cat Who Went to Heaven (Artists House)
- 2010: An Intimate Evening With Nancy Harrow (Benfan)
- 2010: In the Wee Small Hours (Camerata)
- 2016: The Song Is All (Benfan)
- 2018: Partners (Benfan)

### Als gast
- 1981: John Lewis, The John Lewis Album for Nancy Harrow (Finesse)

- Bibliothèque nationale de France: cb14185639f (data)
- International Standard Name Identifier: 0000 0000 6658 322X
- Library of Congress Control Number: n86089332
- MusicBrainz: 5d0d210d-fc3b-4f73-8747-320a875aa197
- Système universitaire de documentation: 080563287
- Virtual International Authority File: 56820073
- WorldCat: E39PBJkxG6CRhkJJcYM8bPFkDq